# Parazoanthus
Genre
Parazoanthus est un genre de cnidaires anthozoaires de la famille des Parazoanthidae.

## Liste d'espèces
Selon ITIS :
- Parazoanthus anguicomus (Norman, 1868)
- Parazoanthus axinellae (Schmidt, 1862)
- Parazoanthus lucificum Cutress & Pequegnat, 1960